# Else Dahl
Else Dahl, född Törnmarck 2 juli 1882 i Vivstavarv, Västernorrlands län, död 3 maj 1964 i Hjo, var en svensk trädgårdsarkitekt. Hon ingick 1911 äktenskap med Carl G. Dahl och var mor till Sven Dahl.
Dahl, som var dotter till provinsialläkaren i Hjo Sven Törnmarck och Anna Låstbom, studerade vid Jönköpings högre läroverk för flickor, genomgick sjuksköterskekursen på Sabbatsbergs sjukhus i Stockholm 1903–1904 och studerade vid trädgårdsskola i England 1910. Efter att under tre år verkat inom sjukvården var hon lärare i bland annat konservering och praktiserade som trädgårdsarkitekt. Hon anlade, i samarbete med stadsträdgårdsmästare Gunnar Isberg, trädgården vid Årstautställningen på Baltiska utställningen i Malmö 1914. Hon var medlem av den av riksdagen tillsatta trädgårdskommittén 1916–1917, av hemkonsulentkommittén 1919 och av Malmöhus läns hushållningssällskaps småbrukarekommitté. Hon höll föreläsningar och medarbetade i ett flertal tidskrifter om trädgårdsodling.